# Adolphus William Ward
Sir Adolphus William Ward, né le 2 décembre 1837 et mort le 19 juin 1924, est un historien et un homme de lettres britannique.

## Biographie
Il est né à Hampstead, un quartier cossu de Londres, et il suit des études en Allemagne et à Peterhouse, l'un des collèges de Cambridge.
En 1866, il est nommé professeur d'histoire et de littérature anglaise à l'Owens College de Manchester, et il en est le doyen de 1890 à 1897, année où il prend sa retraite. En 1898, Ward est le conférencier Ford à l'université d'Oxford. Il prend une part active à la fondation de l'université de Victoria, dont il est le vice-président de 1886 à 1890, et de 1894 à 1896. En 1897 il reçoit la « Liberté de la Cité de Manchester », et le 29 octobre 1900, il est élu principal de Peterhouse College.
Son œuvre la plus importante est son ouvrage History of English Dramatic Literature to the Age of Queen Anne (1875), réédité en trois volumes en 1899 après une révision complète. Il rédige aussi The House of Austria in the Thirty Years' War en 1869, Great Britain and Hanover, le sujet de sa conférence de Ford, en 1899, The Electress Sophia and the Hanoverian Succession en 1903 ; il édite les Poems de George Crabbe (2 vols., 1905–1906) et les Poetical Works d'Alexander Pope en 1869; il rédige les biographies de Geoffrey Chaucer et Charles Dickens dans la série de livres "English Men of Letters", traduisit Griechische Geschichte (Histoire de la Grèce) d'Ernst Curtius (5 vols., 1868–1873); il est l'un des éditeurs de Cambridge Modern History en quatorze volumes, et, en collaboration avec A. R. Waller, il édita Cambridge History of English Literature en 1907.
Il est président de la Royal Historical Society de 1899 à 1901, et est fait chevalier par le roi en 1913,(en) .

## Source
- (en) Cet article est partiellement ou en totalité issu de l’article de Wikipédia en anglais intitulé « Adolphus William Ward » (voir la liste des auteurs).